# Philodendron inaequilaterum
Philodendron inaequilaterum är en kallaväxtart som beskrevs av Frederik Michael Liebmann. Philodendron inaequilaterum ingår i släktet Philodendron och familjen kallaväxter. Inga underarter finns listade.